# Friedrich Jeckeln
Friedrich Jeckeln (2 de fevereiro de 1895 — 3 de fevereiro de 1946) foi um SS-Obergruppenführer que serviu como líder das SS e da polícia na União Soviética ocupada pela Alemanha Nazista durante a Segunda Guerra Mundial. Jeckeln liderou uma das maiores unidades de Einsatzgruppen e foi pessoalmente responsável por ordenar o assassinato de 100 mil judeus, eslavos, romenos e outros "indesejáveis" do Terceiro Reich.

## Biografia
Jeckeln nasceu em Hornberg, ao sul da Alemanha. Com a erupção da Primeira Guerra Mundial, foi convocado como tenente, servindo de 1914 a 1918, a princípio como oficial de artilharia e posteriormente como instrutor de vôo.
Ao ser dispensado após a derrota de seu país, Jeckeln trabalhou como engenheiro antes de filiar-se ao Partido Nazista em 1 de outubro de 1929. Em dezembro de 1930, ele candidatou-se ao Schutzstaffel (SS), sendo aceito como membro no mês seguinte. Jeckeln foi promovido à patente de SS-Sturmbannführer (major) em março de 1931 e colocado no comando do 1° Sturmbann (batalhão) do 12ª SS-Standarte (regimento) no Allgemeine-SS. No final do mesmo ano, foi promovido para o posto de SS-Standartenführer (coronel) no comando do 17° SS-Standarte.
Em julho de 1932, Jeckeln passou a servir como comandante da SS-Abschnitt (brigada), sendo promovido para o posto de SS-Oberführer. No mesmo ano, foi também eleito como membro do Reichstag. Em janeiro de 1933, ano em que os nazistas chegaram ao poder, Jeckeln foi colocado no comando do Grupo Sul das SS e promovido para SS-Gruppenführer (major general) no mês seguinte. Ele passou os próximos três anos como Comandante de Grupo das SS e Comissário da Polícia Política antes de ser promovido a SS-Obergruppenführer (tenente-general) em 1936. Jeckeln tornou-se então Líder Policial da Alemanha ocidental, servindo também como comandante da SS-Oberabschnitt (divisão) Oeste.
Com a deflagração da Segunda Guerra Mundial, Jeckeln foi convocado para atuar pela Waffen-SS. Conforme a prática seguida pela SS, ele começou com um posto inferior ao que ocupava na reserva, servindo como oficial no Regimento 2 da 3ª Divisão SS Totenkopf. Em 1941, no entanto, seu serviço na linha de frente foi interrompido e ele transferido por Heinrich Himmler para servir como Superior das SS e Líder da Polícia na Rússia Oriental. Neste papel, Jeckeln assumiu a direção e controle de todas as execuções em massa e operações anti-partisan da SS-Einsatzgruppen em seu distrito.
Jeckeln desenvolveu seus próprios métodos de matar grandes quantidades de pessoas, que tornaria-se conhecido como o "Sistema Jeckeln". Seu pessoal especializou-se em cada etapa do processo. Conforme aplicado no Massacre de Rumbula em 30 de novembro e 8 de dezembro de 1941, o sistema de Jeckeln funcionava da seguinte maneira:
1. A Polícia de Segurança (SD) expulsava as pessoas de suas casas no gueto de Riga;
2. Os indivíduos a serem mortos (tipicamente judeus e testemunhas de Jeová) eram organizados em colunas de 500 a 1 000 pessoas e levados para os campos de extermínio;
3. A Polícia de Ordem (Oropo) levava as colunas aos locais de execução;
4. Três poços eram previamente cavados, onde as mortes ocorreriam simultaneamente;
5. As vítimas eram despidas de suas roupas e objetos de valor;
6. As vítimas eram guiadas por um cordão duplo de guardas no caminho dos poços;
7. Os assassinos forçavam as vítimas a deitaram-se de bruços no chão, ou, mais frequentemente, sobre os cadáveres de pessoas que acabaram de ser baleadas;
8. Cada pessoa era baleada uma vez na nuca com uma submetralhadora russa. Os atiradores ou andavam em meio aos mortos ou permaneciam na beira do poço. Aqueles que não morriam instantaneamente eram simplesmente enterrados vivos quando o buraco era coberto.

Em Rambula, Jeckeln supervisionou pessoalmente o massacre de 25 mil pessoas. Ele provou-se um assassino eficiente, que não se importava em matar grandes somas de mulheres, crianças e idosos indefesos.
Com a conclusão da guerra, Jeckeln, juntamente com outros nazistas que serviram no distrito militar de Riga, foi capturado pelo Exército Vermelho e colocado em julgamento diante de uma corte militar soviética na Letônia de 26 de janeiro a 3 de fevereiro de 1946. Ele e os demais foram considerados culpados, sentenciados à morte e enforcados em Riga em 3 de fevereiro de 1946.